# 韦尔德黄原酸酯合成
韦尔德黄原酸酯合成（Welde dixanthate synthesis）指二卤代烃与烷基黄原酸钠作用得到二黄原酸酯。 温度升高时，发生副反应生成1,3-二硫杂环-2-硫酮的衍生物。